# صحرای نیمه
صحرای نیمه در کنار راه صحرای باغ به لار به‌مسافت ۲۷ کیلومتر قرار دارد.
پاسگاه ژاندارمری نیمه در صحرای نیمه قرار داشته که سالیان دراز از مسافران و وسایل نقلیه در برابر اشرار و دزدان در این منطقه حمایت می‌کرده‌است.

## دزدان و راهزنان
دزدان ترک نفر و اغتشاش گران ایلات قشقائی لُر و نَفَر چادرنشین و شرارت پیشه صحرای باغ به دزدی و راهزنی پرداخته بودند و مسافرین در عرض را غارت می‌کردند، وجود پاسگاه ژاندارمری « نیمه»
در این منطقه اطمینان بیشتری به مردم داده بود و مسافران با خیال راحت و بدون ترس و هراس در این راه سفر می‌کردند.
اما حالا چندین سال است که این پاسگاه از جانب دولت بسته شده‌است.
همچنین ساختمان پاسگاه به حالت متروکه و مخروبه دیده می‌شود.

## زمینهای کشاورزی صحرای نیمه
زمین‌های کشاورزی صحرای نیمه کلاً متعلق به مردم شهر خور لارستان می‌باشد؛ که همه ساله در آنجا با استفاده از آب چاه‌هایی که با سرمایه‌گذاری مردم خور احداث شده‌است محصولات متنوعی چون گندم، جو، کنجد، ذرت و… برداشت می‌شود.
صحرای نیمه درای یک هیئت امنای ۳ نفره در شهر خور زیر نظر شورای اسلامی این شهر می‌باشد که همه ساله وظیفهٔ اجاره چاه‌ها و همچنین تقسیم سود حاصله بین سهامداران را بر عهده دارند. هر خوری یک سهم دارد؛ و فعلاً هیچ‌کس اجازه ندارد بیش از یک سهم داشته باشد. بعد از انقلاب با تشکیل اداره جهاد کشاورزی بخشی از این زمین‌ها به این اداره واگذار شد و منطقه‌ای حفاظت شده به نام جهاد را در صحرای نیمه تشکیل دادند که به پرورش مرغ مشغول هستند.

## تفریح‌گاه صحرای نیمه
همه ساله با فرارسیدن فصل بهار و بخصوص سیزده نوروز تقریباً بیشتر مردم شهرها و روستاهای اطراف از جمله: لار، خور، براک، لطیفی، باین، کرمستج و… با خانواده‌های خود در این صحرا به تفریح می‌پردازند.

## مالکان اصلی صحرای نیمه
جاده ارتباطی آسفالته لار، خور، بستک به شهرستان بندر لنگه از کنار پاسگاه می‌گذرد. صحرای نیمه دارای زمین‌های حاصلخیز و مستعد جهت کشاورزی می‌باشد که اغلب زمین‌های آن مثل صحرای سِنخود در تملک مردم شهر خور که از گذشتگان خود به میراث برده‌اند می‌باشد.